# Just Cause (серия игр)
Just Cause — приключенческая серия видеоигр, созданная Avalanche Studios. Серия состоит из четырёх игр: Just Cause, Just Cause 2, Just Cause 3 и Just Cause 4. Игры с открытом миром и происходят в тропических условиях.
Серия игр берет свое название от реального вторжения Соединенных Штатов в Панаму под кодовым названием «Operation Just Cause» (операция «Правое Дело»).

## Обзор
Каждая игра в серии Just Cause содержит рассказ о нескольких группировках, сражающихся за контроль над маленькой страной. Хотя все четыре игры проходят в реальных регионах (Карибский бассейн, Юго-Восточная Азия, Средиземное море и Южная Америка), страны, где разворачивается действие, вымышлены и лишь вдохновлены настоящими. Главный герой всех четырёх игр — Рико Родригес, секретный агент спецслужбы США, занимающейся свержением диктаторских режимов. В арсенале Рико есть крюк для перемещения в пространстве, парашют, а с третьей части — вингсьют. Также, в каждой игре есть набор различных видов оружия.
Основной геймплей включает элементы шутера от третьего лица и вождения, для исследования доступен огромный игровой мир. Игрок может ходить, плавать и прыгать, а также использовать оружие. Доступны различные транспортные средства, такие как автомобили, катера, самолёты, вертолеты, мотоциклы и т. д. На транспорте можно выполнять различные трюки (запрыгнуть на крышу автомобиля, перепрыгивать между движущимися транспортными средствами). Также, например, в игре доступны парасейлинг (полёт на парашюте, прицепившись крюком к транспорту) и прыжки с парашютом.
В основном, прохождение игры строится как за счёт выполнения сюжетных миссий, так и за счёт освобождения регионов страны, где происходит действие, от контроля власти. В Just Cause 1 и 3 для этого необходимо захватить все поселения в области, во второй и четвёртой части — выполнить специальные задания, в ходе которых повстанцы или другая оппозиционная группировка получает контроль над стратегически важным объектом в регионе. Начиная со второй части, за счёт улучшения внутриигровой физики, появляется возможность уничтожать правительственные объекты разными способами: взрывать, разрушать с помощью тросов, таранить на машинах. Разрушаемость и большое поле для экспериментов стали отличительной чертой серии.
Открытый мир позволяет игрокам исследовать и выбирать, как они хотят играть в игру. Как во многих играх в стиле «песочницы», миссии сюжета необходимы для продвижения по игре, но игроки могут пройти их когда угодно, а в остальное время заниматься исследованиями игрового мира и выполнением побочных заданий.

## Игры

### Just Cause(2006)
В Just Cause действие происходит на карибском острове Сан-Эсперито, где разворачивается борьба между правительством, повстанцами и наркокартелями. Игровой процесс представляет из себя различные сюжетные и сторонние миссии, а также захват поселений за повстанцев или наркоторговцев. Была выпущена 22 сентября 2006 года.

### Just Cause 2(2010)
Just Cause 2 — это приключенческая игра с одной из самых больших игровых карт. Действие происходит на острове Панау в Юго-Восточной Азии.
Изначально игра должна была выйти в 2008 году, но выход был отложен несколько раз, пока не был назначен релиз на 23 марта 2010 года в Северной Америке и 26 марта 2010 года в Европе.
Было доступно ограниченное издание, включавшее в себя пистолет Рико, снайперскую винтовку Bulls Eye, транспорт Chevalier Classic и Hovercraft, расцветка парашюта «Хаос», двухсторонняя карта Панау и плакат. Все эти элементы (кроме карты и плаката) можно получить как загружаемый контент.
Существует также бесплатная демо-версия игры, доступная для скачивания.

### Just Cause 3(2015)
Just Cause 3 была выпущена во всем мире 1 декабря 2015 года. Игрок находится на вымышленном средиземноморском острове Медичи, которым управляет диктатор Ди Равелло. В этой игре появляется вингсьют, позволяющий быстро перемещаться по карте. По сравнению с предыдущей игрой сюжетная линия стала длиннее, но прямолинейнее (например, есть только одна фракция, отношения с которой можно развивать).
В этой игре отсутствуют сторонние миссии от различных группировок — они были заменены «случайными встречами», мини-заданиями от повстанцев и гражданских (например, отбуксировать машину или освободить заложников).
Было выпущено три сюжетных дополнения: Air Fortress, Mech Land Assault и Bavarium Sea Heist, повествующих о корпорации «иДЕН» и её судьбе, а также добавляющие новое оружие и транспорт.

### Just Cause 4(2018)
Just Cause 4 — игрок перемещается в Солис, остров у берегов Южной Америки, контролируемый корпорацией семьи Эспиноса. Особенностью части стали погодные явления: торнадо, грозы, песчаные бури, которые играют важную роль в сюжете. Релиз состоялся 4 декабря 2018 года на PS4, Xbox One и PC. Также были выпущены дополнения «Danger Rising», «Los Demonios» и «Dare Devils of Destruction».

### Just Cause Mobile(2022)
Just Cause Mobile — игра для мобильных устройств на iOS и Android, анонсированная Square Enix. Игра бесплатна, с элементами кооперативного прохождения и мультиплеера. В июле 2022 года Square Enix объявила об окончании разработки мобильного шутера Just Cause: Mobile. С 3 июля 2023 года, игра более не доступна в цифровых магазинах, закрыты также её сайт и социальные сети.

## Фильм
В 2010 году издание IGN сообщило, что писатель комиксов Брайан Эдвард Хилл будет снимать фильм под названием Just Cause: Scorpion Rising. В 2015 году Адриан Аскари в интервью IGN сказал, что фильм будет основан на третьей части игры, и надеется на создание общей вселенной между Just Cause, Hitman, Tomb Raider, Deus Ex и Thief. В марте 2017 года было объявлено, что Джейсон Момоа сыграет Рико Родригеса, а Брэд Пейтон режиссирует фильм.